# Gabrijel Jakešević
Gabrijel (Gavro) Jakešević (Jakšević) (Carevo Polje kod Jajca, 1. svibnja 1911. - Dubrovnik, 1987.), hrvatski skladatelj klasične glazbe i glazbeni pedagog iz BiH.

## Životopis
Rođen je 1911. u selu u blizini Jajca. Glazbeničku je karijeru počeo kao učenik na klaviru a potom je pohađao teoriju glazbe. U Ljubljani je studirao skladanje na Glazbenoj akademiji u Ljubljani. Nakon što je završio škole, zaposlio se kao glazbeni pedagog. Poslije se okušao u skladanju klasične glazbe.
Skladao je više od 45 skladbi za klavir. Pisao je i komade za orkestar.